# Пащенко Володимир Олександрович (художник)
Володимир Олександрович Пащенко (нар. 24 квітня 1932, Київ — пом. 1993) — український графік; член Спілки радянських художників України.

## Біографія
Народився 24 квітня 1932 року у місті Києві (нині Україна). Син художника Олександра Пащенка. 1957 року закінчив Київський художній інститут, де навчався зокрема у Володимира Заболотного.
Жив у Києві в будинку на вулиці Карла Лібкнехта, № 10, квартира № 7. Помер у 1993 році.

## Творчість
Працював в галузі політичного, кіно- та агітаційного плаката. Серед робіт:
- «Їй свиноферма не знайома» (1963);
- «Вони не дорожать честю хлібороба» (1963);
- «Наобіцяли птиці хури» (1963);
- «Його лякає чесний труд» (1964);
- «За фашистськими злочинцями досі ще мотузка плаче» (1965);
- «Вільгельм Пік» (1969).

Брав участь у республіканських та всесоюзних виставках з 1963 року. 